# Blepisanis nigra
Blepisanis nigra là một loài bọ cánh cứng trong họ Cerambycidae.